# Perichoreze
Perichoreze či circumincessio (řecky περιχώρησις perichórésis; latinsky circumincessio cyklický pohyb, reciprocita, vzájemné prolínání) je teologický pojem, který označuje vzájemné prolínání a přebývání jednotlivých osob Nejsvětější Trojice: Otce, Syna a Ducha svatého.
Teologická tradice popisuje perichorezi jako společenství, v němž se jednotlivé osoby navzájem pronikají a přebývají v sobě navzájem, takže jsou skutečně jedno.
Poprvé se pojem objevuje u Řehoře Naziánského, pro středověkou teologii jak západní, tak východní mělo pak stěžejní místo užití a rozvinutí pojmu u Jana Damašského.